# Rockyford
Rockyford är en ort i Kanada.   Den ligger i provinsen Alberta, i den centrala delen av landet, 2 800 km väster om huvudstaden Ottawa. Rockyford ligger 841 meter över havet och antalet invånare är 325.
Terrängen runt Rockyford är huvudsakligen platt. Rockyford ligger nere i en dal. Trakten runt Rockyford är nära nog obefolkad, med mindre än två invånare per kvadratkilometer.. Närmaste större samhälle är Standard, 16,6 km sydost om Rockyford.
Trakten runt Rockyford består till största delen av jordbruksmark.